# Estação Ferroviária de Covilhã
A Estação Ferroviária de Covilhã é uma interface da Linha da Beira Baixa, que serve a cidade de Covilhã, no distrito de Castelo Branco, em Portugal. Foi inaugurada pela Companhia Real dos Caminhos de Ferro Portugueses em 6 de Setembro de 1891. O lanço seguinte da linha, até à Guarda, entrou ao serviço em 11 de maio de 1893.

### Leitura recomendada

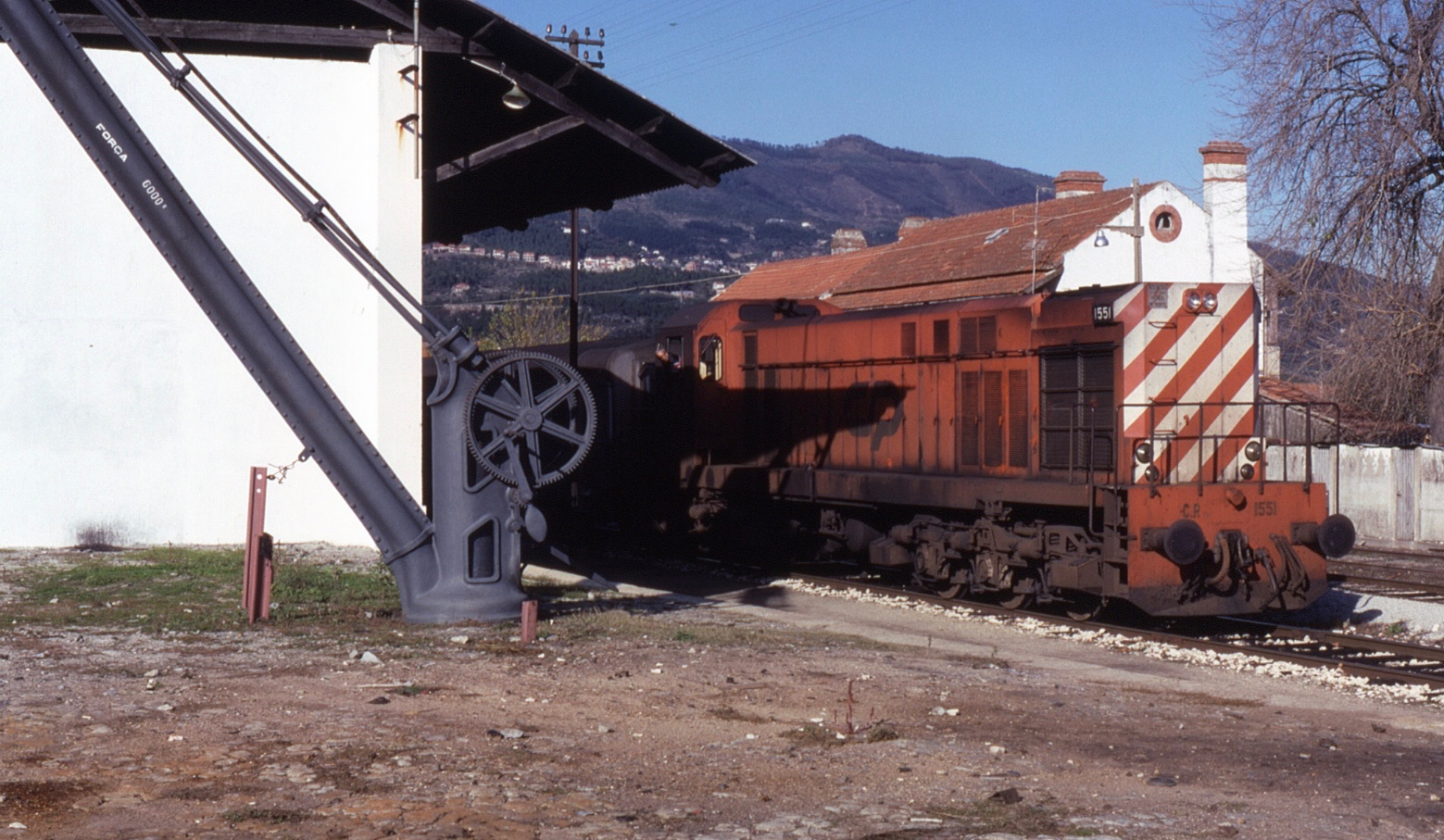
Grua centenária do armazém da estação e locomotiva da série 1550, em 1990.

## Descrição

### Localização e acessos
Esta interface tem acesso pelo Largo da Estação, na localidade de Covilhã.
A Central de Camionagem local dista mais de meio quilómetro do local da estação, situando-se a paragem mais próxima a menos de cem metros da estação, ainda que fora do enquadramento do largo fonteiro à estação, onde se disponibiliza estacionamento para táxis e automóveis particulares.

### Caraterização física
Esta interface apresenta apenas três vias de circulação (I, II, e III), com comprimentos de 488, 288, e 322 m, respetivamente e cada uma acessível por plataforma de 220 m de comprimento e 685 mm de altura. O edifício de passageiros situa-se do lado poente da via (lado esquerdo do sentido ascendente, a Guarda).
No local desta interface há um limiar de tipologia ferroviária no que respeita ao comprimento máximo dos comboios de mercadorias, que é de 480 m no troço Covilhã-Fundão e 650 m no troço Guarda-Covilhã.

### Serviços
Em dados de 2023, esta interface é servida por comboios de passageiros da C.P. de tipo intercidades, com três circulações diárias em cada sentido entre Lisboa - Santa Apolónia e Guarda, e de tipo regional, com quatro circulações diárias em cada sentido entre Castelo Branco ou Entroncamento ou Lisboa - Santa Apolónia e Guarda ou Covilhã.

## História

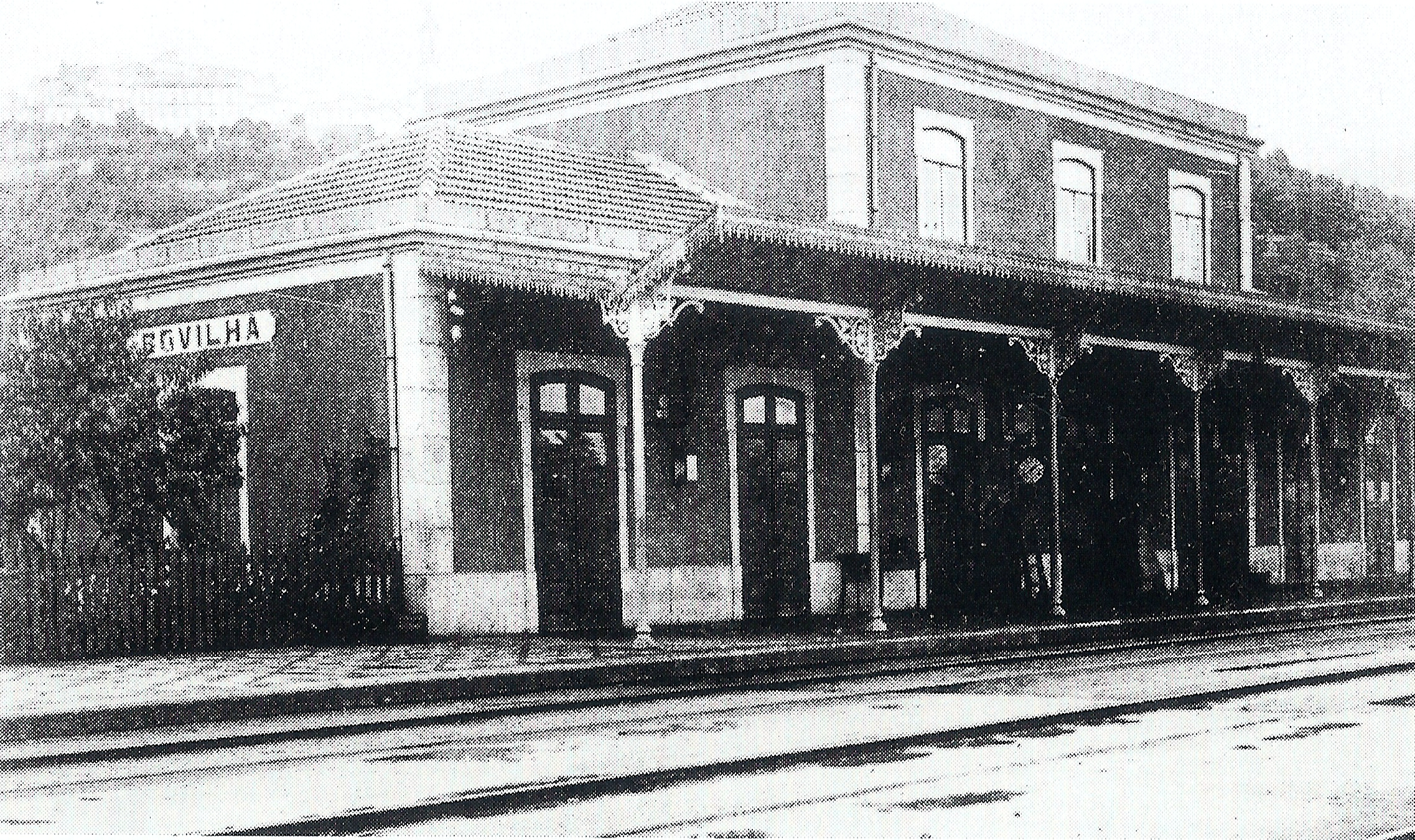
Fotografia antiga da estação.

### Construção e inauguração
O primeiro troço da Linha da Beira Baixa, entre a Covilhã e Abrantes, começou a ser construído nos finais de 1885, e entrou em exploração no dia 6 de Setembro de 1891, pela Companhia Real dos Caminhos de Ferro Portugueses. A estação foi o terminal provisório da linha até 11 de Maio de 1893, quando entrou ao serviço o lanço seguinte, até à Guarda.

### Século XX
Em 1913, existiam carreiras de diligências e de automóveis ligando a estação à Covilhã, indo as diligências até Unhais da Serra, durante os meses de Julho, Agosto e Setembro.
Em 1933, a Companhia dos Caminhos de Ferro Portugueses fez obras na toma de água desta estação.
Em Abril de 1991, a Covilhã era utilizada como local de manobra de comboios colectores-repartidores. Em 1992, a Covilhã era servida por comboios Regionais até à Guarda, realizados por automotoras da Série 0300.

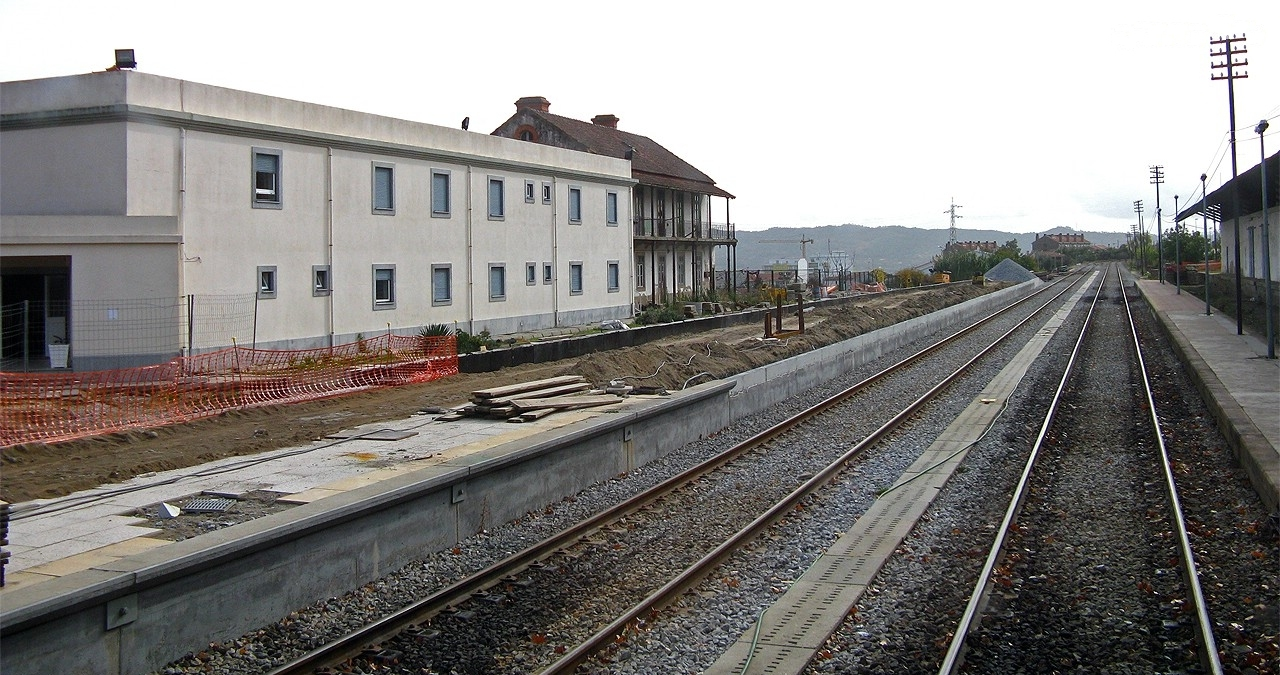
Aspeto das obras, em 2009.

### Século XXI
Em 9 de Março de 2009, a empresa Rede Ferroviária Nacional encerrou temporariamente o lanço da Linha da Beira Baixa entre as estações da Covilhã e Guarda, tendo sido organizado um serviço rodoviário de substituição, que parava em todas as estações e apeadeiros do troço encerrado.
A estação da Covilhã era à época servida pela carreira 10 da Covibus (Grupo Avanza), até ao fim da respetiva concessão, que se iniciara a 1 de Maio de 2009.
Segundo dados oficiais de 2012, a estação da Covilhã apresentava duas vias de circulação, ambas com 1128 m de comprimento, e duas plataformas de 200 m, tendo a primeira 30 cm de altura, e a segunda, 70 cm — valores mais tarde ampliados para os atuais.

Depois de doze anos de encerramento, as obras no troço Covilhã-Guarda foram finalizadas em abril de 2021; as primeiras circulações tiveram início no dia 2 de maio de 2021.